# Mapa meteorológico

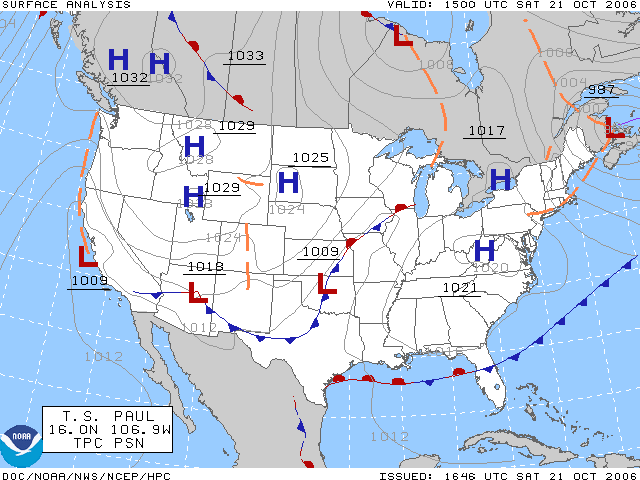
Mapa (análise) meteorológico de superfície dos Estados Unidos de 21 de outubro de 2006

Mapa meteorológico é uma ferramenta usada para mostrar informações meteorológicas de forma rápida, mostrando vários variáveis meteorológicas em várias camadas da atmosfera. Um mapa meteorológico também pode exibir isotermas, que são usadas para mostrar o gradiente de temperatura numa determinada região, o que pode levar à localização de sistemas frontais. Um mapa meteorológico também pode mostrar curvas de nível de velocidade de vento, especialmente em mapas meteorológicos de altas altitudes, que é útil para mostrar a exata posição do jet stream. Em análises meteorológicas de superfície, que também são mapas meteorológicos, pode-se, também, exibir linhas isobáricas, que representa as regiões onde existe igualdade do valor da pressão atmosférica. Com isso, identifica-se facilmente a localizações de sistemas de alta e baixa pressão, sistemas que influenciam diretamente o tempo.

## História
O uso de mapas meteorológicos em um sentido moderno começou em meados do século 19, a fim de elaborar uma teoria sobre sistemas de tempestades. Durante a Guerra da Criméia, uma tempestade devastou a frota francesa em Balaklava, e o cientista francês Urbain Le Verrier foi capaz de mostrar que, se um mapa cronológico da tempestade tivesse sido emitido, o caminho que ela tomaria poderia ter sido previsto e evitado pela frota.
Na Inglaterra, o cientista Francis Galton ouviu falar desse trabalho, bem como das previsões meteorológicas pioneiras de Robert Fitzroy. Depois de coletar informações de estações meteorológicas em todo o país para o mês de outubro de 1861, ele projetou os dados em um mapa usando seu próprio sistema de símbolos, criando assim o primeiro mapa meteorológico do mundo. Ele usou seu mapa para provar que o ar circulava no sentido horário em áreas de alta pressão; ele cunhou o termo 'anticiclone' para descrever o fenômeno. Ele também foi fundamental na publicação do primeiro mapa meteorológico em um jornal, para o qual modificou o pantógrafo (um instrumento para copiar desenhos) para inscrever o mapa em blocos de impressão. O Times começou a imprimir mapas meteorológicos usando esses métodos com dados do Escritório Meteorológico.